# بنت، بریتیش کلمبیا
بنت، بریتیش کلمبیا (به انگلیسی: Bennett, British Columbia) یک شهرک در کانادا است که در بریتیش کلمبیا واقع شده‌است.